# Муцин
Муцинът е слуз, секрет. Неговата секреция се случва в епитела на конюнктивата и е важен компонент от слъзния филм. Муцинът е прикрепен към хидрофобната повърхност на роговицата и позволява водния слой да се прикрепя към слъзния филм на повърхността на роговицата. Изсъхването на роговицата може да доведе до недостиг на муцин в сълзите. При лечението на синдрома сухо око се използват заместващи препарати, съдържащи муцин, който е основният отсъстващ елемент от овлажнителния апарат на окото. Такива препарати се срещат на широкия фармацевтичен пазар под формата на капки от типа изкуствени сълзи. В подкрепа на овлажняващите капки се прилага и витамин А.